# Jeff Bagwell
Jeffrey Robert Bagwell  (27 de mayo de 1968) es un ex primera base estadounidense de béisbol profesional que jugó en las Grandes Ligas desde 1991 hasta 2005 con los Houston Astros.
Fue elegido como el Novato del año de la Liga Nacional en 1991, cuatro veces seleccionado para el Juego de Estrellas, ganó tres Bates de Plata, un Guante de Oro y fue el Jugador Más Valioso de la Liga Nacional en 1994. Terminó su carrera con 449 cuadrangulares. Su número de uniforme (5) fue retirado por los Astros el 26 de agosto de 2007. En 2017 fue elegido al Salón de la Fama del Béisbol, el segundo jugador en ser exaltado exhibiendo el uniforme de los Astros

## Carrera profesional

### Houston Astros

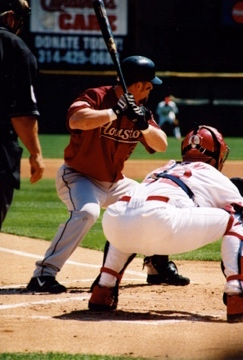
Bagwell al bate con los Astros de Houston.

Bagwell fue seleccionado en la cuarta ronda (109na selección global) del draft de 1989 por los Medias Rojas de Boston. Considerado como un tercera base prometedor, no debutó con los Medias Rojas debido a la presencia de Wade Boggs como tercera base titular del equipo. El 30 de agosto de 1990, fue transferido a los Astros de Houston a cambio del lanzador Larry Andersen.
Al llegar a Houston, Bagwell fue utilizado en la primera base, mientras que Ken Caminiti ocupó la tercera base. Jugó 156 partidos en 1991, su primera temporada al más alto nivel. Conectó 15 cuadrangulares, 82 carreras impulsadas y 75 bases por bolas con un promedio de bateo de .294, liderando a los Astros en varias categorías estadísticas. Fue nombrado mejor jugador del equipo y se convirtió en el primer jugador de los Astros en ser elegido como Novato del año, con 118 puntos de 120 posibles.
En 1994, la temporada fue acortada debido a una huelga de jugadores. Bagwell concluyó su mejor temporada como profesional con un título de Jugador Más Valioso de la Liga Nacional obtenido de forma unánime. Conectó 39 jonrones, anotó 104 carreras (1º en la liga) y produjo otras 116 (1º) con un promedio al bate de .368 (2º en la liga) en sólo 110 juegos. Recibió su primer premio Bate de Plata y su primer Guante de Oro con 120 asistencias, líder entre los primera base. También fue seleccionado al Juego de Estrellas.
Entre 1996 y 2001 tuvo seis temporadas consecutivas con más de 30 jonrones, 100 empujadas, 100 anotadas y 100 bases por bolas. Bateó por encima de .300 en cuatro temporadas y ganó dos trofeos Bate de Plata durante ese período. También participó en tres Juegos de Estrellas, en 1996, 1997 y 1999. En 1997, se convirtió en el primer jugador de primera base en conectar al menos 30 cuadrangulares y robar 30 bases en una temporada (43 jonrones y 31 robos). Repitió esta hazaña en 1999, con 42 jonrones y 30 bases robadas.
En 2001, Bagwell firmó una extensión de contrato por cinco años con los Astros. A pesar de una operación en un ligamento del hombro, su rendimiento se mantuvo en las siguientes tres temporadas, pero disminuyó en la temporada de 2004. Un mes después del inicio de la temporada de 2005, fue colocado en la lista de lesionados por la persistencia de la artritis de su hombro. Incapaz de lanzar, participó al final de la temporada como bateador emergente, y contribuyó en la conquista del título de la Liga Nacional. Jugó en cuatro encuentros de la Serie Mundial de 2005 contra los Medias Blancas de Chicago, pero conectó solamente un hit en ocho turnos al bate. Los Astros fueron barridos por los Medias Blancas, quienes ganaron su primer título desde 1917.
Luego de un fallido intento por regresar a las Grandes Ligas en 2006, Bagwell anunció en diciembre de ese mismo año su retiro como jugador profesional.

## Salón de la Fama
Desde 2011, Bagwell fue un candidato para la elección al Salón de la Fama del Béisbol. En la papeleta que se entrega anualmente a los miembros de la Asociación de Cronistas de Béisbol, un jugador debe tener su nombre en al menos el 75% de los votos para ser elegido, y dispone de 10 años para llegar a ese número. Bagwell recibió un 41,7% de apoyo en 2011, cifra que se elevó a 56% en enero de 2012. En 2013, perdió la elección de nuevo con el apoyo del 59,6%, el tercero en la votación detrás de su excompañero Craig Biggio y Jack Morris. Su soporte cayó a 54,3% en 2014 y se elevó a 55,7% en 2015, cuando Biggio sí fue elegido. En 2016, el nombre de Bagwell apareció en el 71,6% de boletines, solo 15 votos por detrás del 75% necesario para ser electo. Finalmente, el 18 de enero de 2017 se anunció que Bagwell, junto a Iván Rodríguez y Tim Raines fueron elegidos como miembros del Salón de la Fama, votación en la que Bagwell recibió 381 votos que representaron el 86,2% del total.